# Tanahbesar

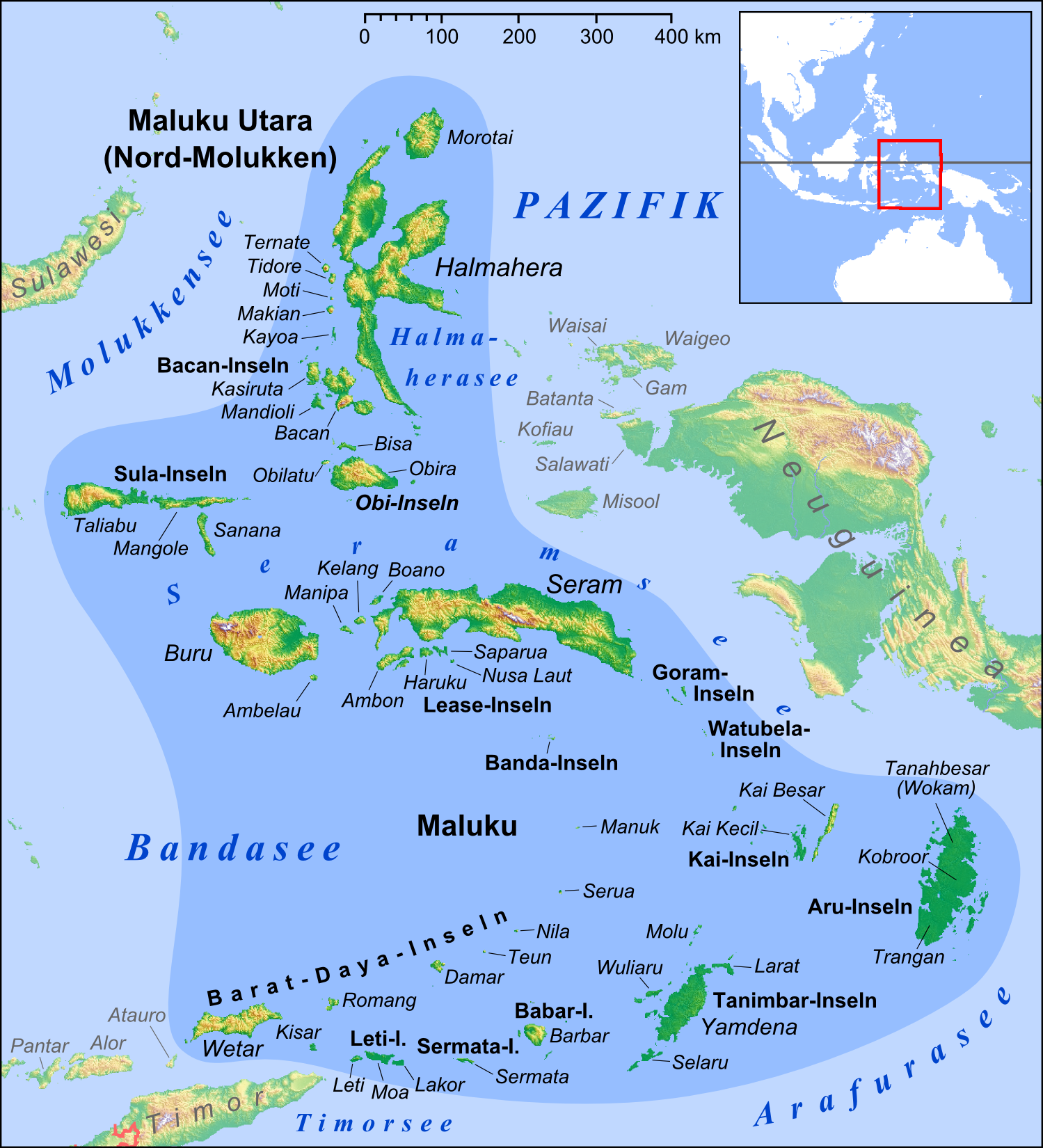
Karte der Molukken mit den Provinzen Maluku und Maluku Utara

Tanahbesar (auch als Wokam bekannt) ist eine der vier Hauptinseln der Aru-Inseln, einer indonesischen Inselgruppe, etwa 150 km südlich vor Neuguinea in der pazifischen Arafurasee. Die etwa 1600 km² große Insel gehört zur Provinz Maluku, die den Süden der Molukken bildet. Tanahbesar ist nur durch die schmale Wasserstraßen Sisirwatoe River und Manoembai River von den Nachbarinseln Kola im Norden sowie Kobroor im Süden getrennt.